# Genealogia

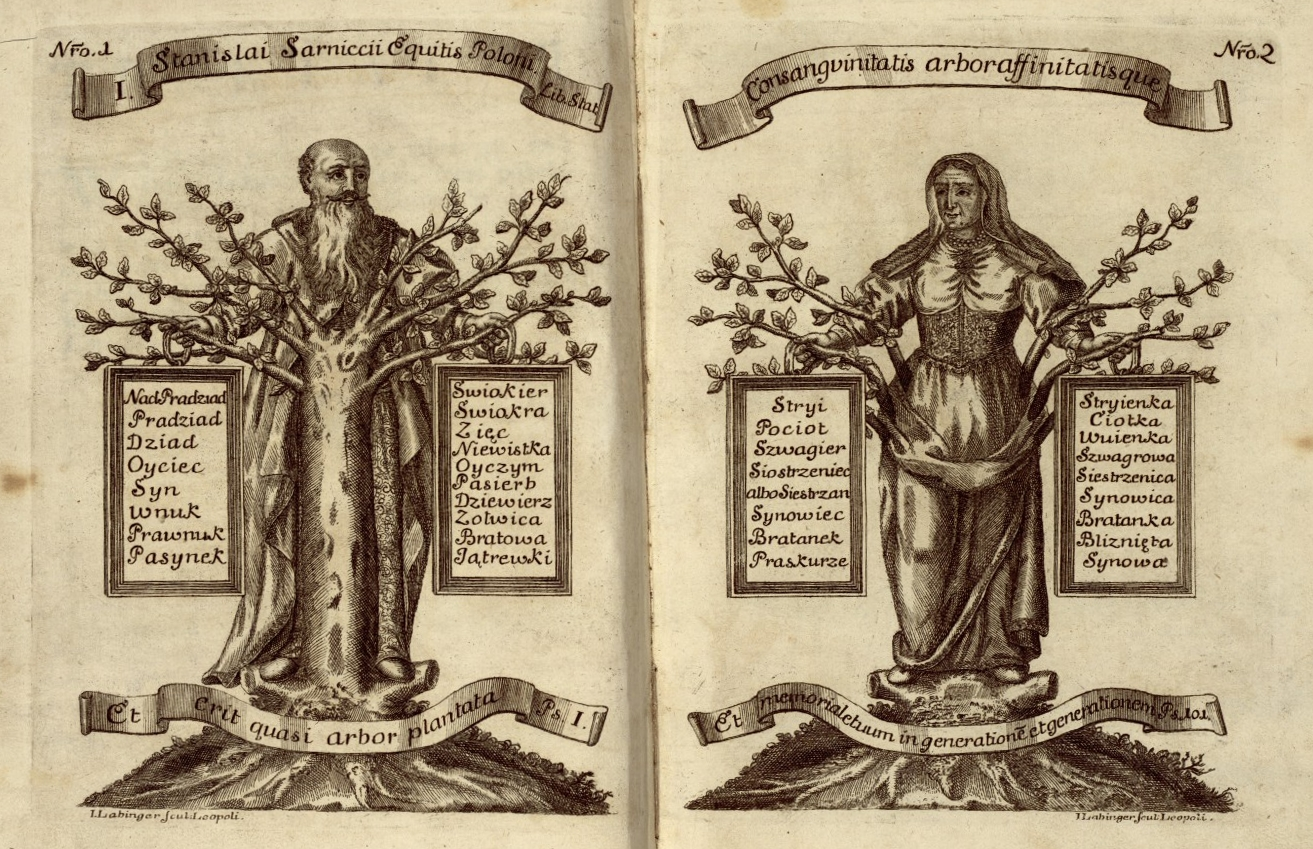
Ilustracje z dzieła „Heraldica to iest osada kleynotow rycerskich” Józefa Jabłonowskiego z 1742 roku pokazująca stopnie pokrewieństwa w linii męskiej i żeńskiej

Genealogia (z gr. γενεά, genos – „ród” oraz λόγος, logos – „słowo”, „wiedza”) – jedna z nauk pomocniczych historii, zajmująca się badaniem więzi rodzinnych między ludźmi na bazie zachodzącego między nimi pokrewieństwa i powinowactwa. W szczególności przedmiotem zainteresowania genealogii są wybrane rodziny i rody, ich pochodzenie, historia oraz wzajemne relacje rodzinne i losy poszczególnych członków rodziny.
Badania genealogiczne prowadzi się na podstawie swoistych źródeł, w tym zwłaszcza metryk. Po ustaleniu niezbędnych faktów genealogicznych sporządza się tablice genealogiczne ukazujące relacje między członkami rodziny (np. drzewo genealogiczne). Efekt badań może przyjąć również postać innych publikacji papierowych (np. książka, skrypt, artykuł), a współcześnie także elektronicznych (np. w programie genealogicznym, na stronie internetowej). Publikacje takie często są utożsamiane z genealogią (genealogia danej rodziny).
Prowadzeniem badań genealogicznych zajmuje się genealog. Może to być genealog zawodowy, traktujący genealogię jako profesję, lub genealog amator, zajmujący się genealogią rodzinną jako hobby. W Polsce genealogia stanowi jedynie element nauczania na studiach wyższych na kierunku – historia.

## Historia
W przeszłości przedmiotem zainteresowań były głównie dynastie panujące i rody szlacheckie, ale współcześnie podejmuje się badania rodzin pochodzących ze wszystkich stanów społecznych. Genealodzy w szczególności zajmują się rodziną własną, jak również rodzinami związanymi z jakimś obszarem (np. pochodzącymi z danej miejscowości) lub zdarzeniem (np. uczestnicy doniosłego zdarzenia, imigranci).
Od II poł. XX w. na świecie, w tym w Polsce od końca lat 90., obserwuje się intensywny wzrost zainteresowania własną, indywidualną genealogią rodzinną i poszukiwaniem przodków, co przejawia się zwłaszcza w powstawaniu towarzystw genealogicznych (w tym Polskiego Towarzystwa Genealogicznego w 2006), w zjazdach rodzinnych czy w tworzeniu rodzinnych witryn internetowych.

## Więzi rodzinne
Podstawą genealogii jest istnienie różnie nazywanych więzi rodzinnych (w różnych wyrażeniach: więzy, więzi, węzły, relacje, stosunki, związki – krwi, rodzinne, genealogiczne). Stosunki genealogiczne pomiędzy osobami co do zasady mają charakter biologiczny (genetyczny, naturalny, faktyczny). Na tej podstawie powszechnie przyjmuje się, że źródłem więzów krwi jest filiacja rozumiana jako pochodzenie zstępnych dzieci od pary wstępnych rodziców. Rodzinę tworzą również osoby związane poprzez koicję, tj. związek (małżeński lub nieślubny) kobiety i mężczyzny celem posiadania potomstwa.
Prawnym odpowiednikiem genealogicznej filiacji i koicji są odpowiednio pokrewieństwo zachodzące między osobami posiadającymi co najmniej jednego wspólnego przodka oraz powinowactwo zachodzące między krewnymi jednego małżonka a drugim małżonkiem. Pokrewieństwo i powinowactwo oblicza się w stopniach i liniach.

## Rodzina jako przedmiot genealogii
Przedmiotem zainteresowania genealogii jest rodzina, którą w zależności od cząstkowej definicji może być:
- rodzina mała (monogamiczna, jednopokoleniowa), złożona z pary rodziców wychowujących wspólne dzieci oraz tych dzieci,
- rodzina wielopokoleniowa, uzupełniona o innych krewnych żyjących we wspólnym gospodarstwie domowym (tj. dziadków, wnuki),
- rodzina wielka, złożona z ogółu jej członków związanych pokrewieństwem lub szerzej także powinowactwem.

## Granice badań genealogicznych
Zdarza się, że w rodzinie pojawiają się osoby, z którymi pozostałe nie są związane pokrewieństwem. Nie ma wątpliwości, że w zakresie zainteresowania genealogii pozostają osoby powinowate, wchodzące do szeroko rozumianej rodziny poprzez akt małżeństwa z jednym z członków "prawdziwej" rodziny. W szerszych ujęciach dotyczy to także szeregu skoligaconych ze sobą osób i rodzin, dla których ciąg kolejnych koicji wyłącza dalsze relacje spod pojęcia powinowactwa i klasycznego ujęcia rodziny (np. rodzeństwo bratowej męża osoby X nie należy do tradycyjnie rozumianej rodziny tej osoby). Do koligacji takich należy również pojęcie tzw. rodzeństwa przybranego. W badaniach historycznych dalekie koligacje nie stanowią przeszkody ku zajmowaniu się powiązaniami o charakterze rodzinnym, wręcz przeciwnie, zwłaszcza w dynastiach rodów panujących, są przedmiotem żywego zainteresowania.
Prawdziwe wątpliwości co do zakresu genealogii pojawiają się w przypadku:
- oddzielenia pokrewieństwa prawnego od biologicznego pochodzenia osób (zobacz pokrewieństwo prawne a faktyczne),
- wychowywania dziecka przez osoby inne niż rodzice faktyczni, a nawet prawni (i traktowania ich przez dziecko jako jedynych właściwych – często przy niewiedzy samego dziecka, lecz wiedzy pozostałych członków rodziny),
- dzieci przybranych (zobacz zakres wykorzystywanych faktów genealogicznych).

Rozstrzygnięcie tych wątpliwości musi pozostawać indywidualną decyzją genealoga, choć podlegać może ocenie osób (nie)znajdujących się na szeroko rozumianym drzewie genealogicznym.

## Metody badania
Praca genealoga polega na odszukiwaniu w materiałach źródłowych potrzebnych informacji, ich konfrontacji i weryfikacji. Odnajdywanie kolejnych źródeł, faktów, a więc osób i rodzin, następuje według jednej z przyjętych metod badań:
- metoda retrogresywna – szukanie bądź rekonstrukcja nieznanych faktów wcześniejszych na podstawie znanych faktów późniejszych (szukanie przodków),
- metoda prospektywna – szukanie faktów późniejszych, które miałyby się pokryć ze znanymi faktami z czyjejś przeszłości (szukanie potomków znanego protoplasty).

Nową metodą badań genealogicznych jest genetyka genealogiczna oparta na badaniach DNA. Jest to nowa metoda, ale z pewnością pozwala wykluczyć filiacje lub wskazać ich duże prawdopodobieństwo i ewentualnie może pomóc odnaleźć tych nieznanych krewnych, którzy również poddali się takim badaniom oraz upublicznili swoje wyniki.